# Asterospicularia laurae
Asterospicularia laurae är en korallart som beskrevs av Utiomi 1951. Asterospicularia laurae ingår i släktet Asterospicularia och familjen Xenidae. Inga underarter finns listade i Catalogue of Life.